# Conquereuil
Conquereuil est une commune de l'Ouest de la France, située dans le département de la Loire-Atlantique, en région Pays de la Loire.

## Géographie

Situation de la commune de Conquereuil dans le département de la Loire-Atlantique

Conquereuil est situé à 58 km au nord de Nantes, 68 km au sud de Rennes et 77 km au nord-est de Saint-Nazaire.
|                | Pierric        |        |
| Guémené-Penfao | Conquereuil    | Derval |
|                | Marsac-sur-Don |        |

### Climat
Pour des articles plus généraux, voir Climat des Pays de la Loire et Climat de la Loire-Atlantique.
En 2010, le climat de la commune est de type climat méditerranéen altéré, selon une étude du CNRS s'appuyant sur une série de données couvrant la période 1971-2000. En 2020, Météo-France publie une typologie des climats de la France métropolitaine dans laquelle la commune est exposée à un climat océanique et est dans la région climatique  Bretagne orientale et méridionale, Pays nantais, Vendée, caractérisée par une faible pluviométrie en été et une bonne insolation.
Pour la période 1971-2000, la température annuelle moyenne est de 11,9 °C, avec une amplitude thermique annuelle de 13,3 °C. Le cumul annuel moyen de précipitations est de 768 mm, avec 12,3 jours de précipitations en janvier et 6 jours en juillet. Pour la période 1991-2020, la température moyenne annuelle observée sur la station météorologique de Météo-France la plus proche, sur la commune de Blain à 16 km à vol d'oiseau, est de 12,1 °C et le cumul annuel moyen de précipitations est de 837,6 mm,. Pour l'avenir, les paramètres climatiques de la commune estimés pour 2050 selon différents scénarios d'émission de gaz à effet de serre sont consultables sur un site dédié publié par Météo-France en novembre 2022.

## Urbanisme

### Typologie
Au 1er janvier 2024, Conquereuil est catégorisée commune rurale à habitat dispersé, selon la nouvelle grille communale de densité à sept niveaux définie par l'Insee en 2022.
Elle est située hors unité urbaine et hors attraction des villes,.

### Occupation des sols
L'occupation des sols de la commune, telle qu'elle ressort de la base de données européenne d’occupation biophysique des sols Corine Land Cover (CLC), est marquée par l'importance des territoires agricoles (96,1 % en 2018), une proportion sensiblement équivalente à celle de 1990 (96,2 %). La répartition détaillée en 2018 est la suivante : 
terres arables (76,7 %), zones agricoles hétérogènes (18,1 %), forêts (2,4 %), zones urbanisées (1,4 %), prairies (1,3 %). L'évolution de l’occupation des sols de la commune et de ses infrastructures peut être observée sur les différentes représentations cartographiques du territoire : la carte de Cassini (XVIIIe siècle), la carte d'état-major (1820-1866) et les cartes ou photos aériennes de l'IGN pour la période actuelle (1950 à aujourd'hui).

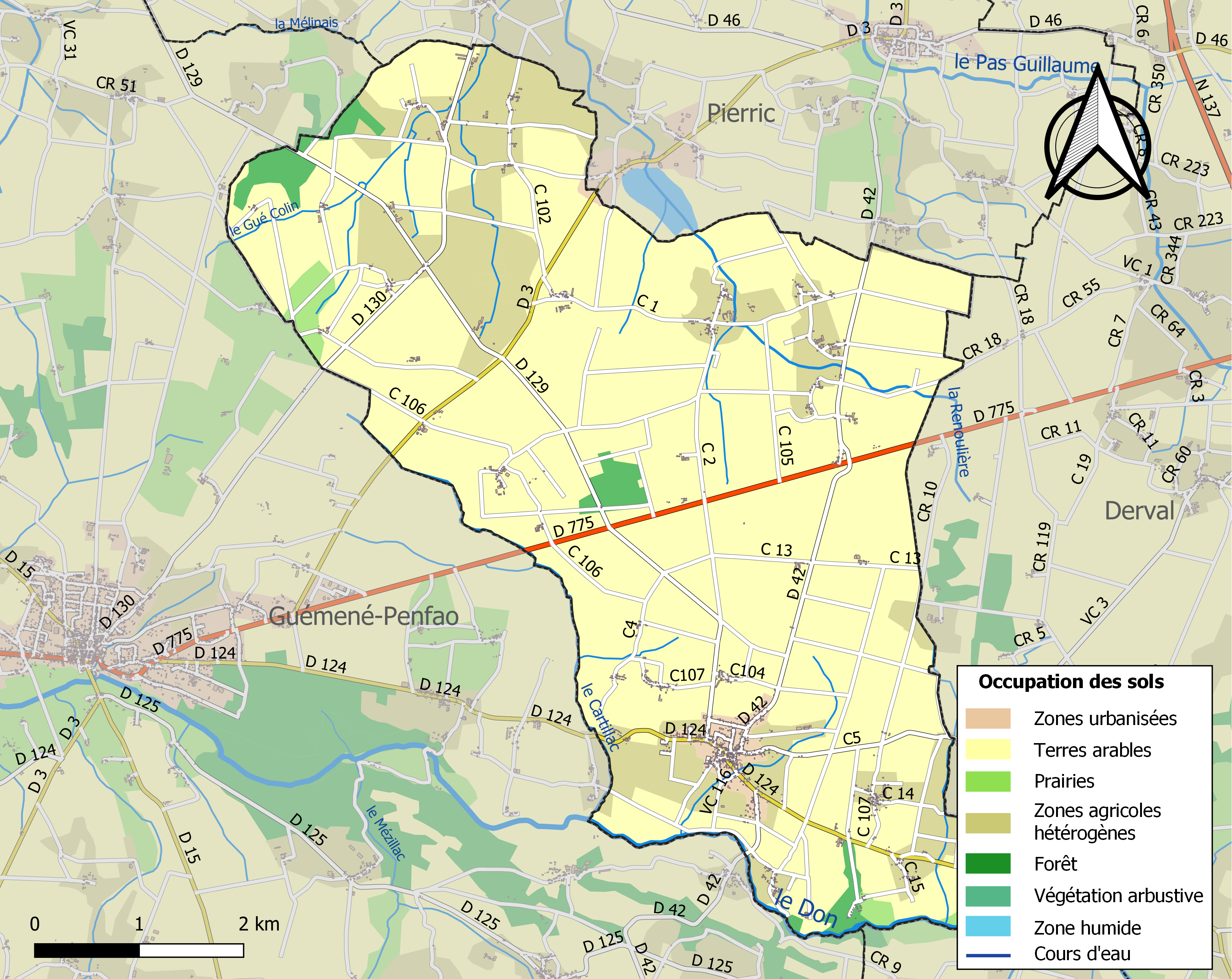
Carte des infrastructures et de l'occupation des sols de la commune en 2018 (CLC).

## Toponymie
Le nom de la localité est attesté sous les formes Concurus en 1026, Concretus en 1046, Conquereus 1050, Concurus en 1114, Concorotium en 1123, Concuruz en 1148, Concurue au XIIe siècle, Concreux en 1287, Concurruc et Conquareticum au XIVe siècle, Conqureuz en 1469, Concreux en 1630, Concreüil en 1731, Concreuil en 1779.
La commune possède un nom en gallo, la langue d'oïl locale : Concreu. Deux prononciations gallèses ont été relevées : [kɔ̃.krəː] et [kɔ̃kʁœj],.
En breton, son nom est Konkerel, attesté depuis 1929.

## Histoire
La première bataille de Conquereuil a lieu en 981. La deuxième bataille de Conquereuil s'y déroule le 27 juin 992. Elles prennent place dans un contexte de conflits entre la maison comtale de Rennes et les héritiers du duc Alain Barbetorte.
Le village connaît une nette expansion au XVIIIe siècle avec l'exploitation des carrières locales de schiste ardoisier.

## Héraldique
| Blason | Blasonnement : D'azur à une flèche tombante d'argent ; au chef d'hermine. Commentaires : La flèche fait référence à la bataille de l'an 992 au cours de laquelle le duc Conan Ier de Bretagne (927-992) trouva la mort. Le chef d'hermine évoque le blasonnement d'hermine plain de la Bretagne, rappelant l'appartenance passée de la ville au duché de Bretagne. Blason conçu par M. de Béranger (délibération municipale du 24 août 1952), enregistré le 13 mars 1953. |

## Politique et administration
| Période                                  | Période           | Identité                         | Étiquette | Qualité |
| ---------------------------------------- | ----------------- | -------------------------------- | --------- | --- |
| Les données manquantes sont à compléter. |                   |                                  |           | |
| 1801                                     | 1828              | François Geffriaud               |           | |
| 1832                                     | ?                 | René Heuzé (1796-1846)           |           | Propriétaire |
| Les données manquantes sont à compléter. |                   |                                  |           | |
| mai 1904                                 | juin 1939 (décès) | Julien Gourbil                   |           | Chevalier de la Légion d'honneur |
| 1939[réf. nécessaire]                    | août 1967 (décès) | Cyprien Gourbil père (1893-1967) | Rad.      | Agriculteur Conseiller général de Guémené-Penfao (1945 → 1955) Conseiller d'arrondissement (1937 → 1940) Chevalier de l'Ordre national du Mérite (1967) |
| septembre 1967                           | mars 1983         | Cyprien Gourbil fils (1928-2013) |           | |
| mars 1983                                | mars 1989         | Raymond Labarre                  | DVD       | Militaire |
| mars 1989                                | juin 1995         | Dominique Bréger                 |           | Technicien bancaire |
| juin 1995                                | mars 2008         | Paul Moineau                     | DVD       | Agriculteur biologiste |
| mars 2008                                | mai 2020          | Jean Perraud                     | DVD       | Cadre commercial retraité |
| mai 2020                                 | En cours          | Jacques Poulain                  |           | Éleveur laitier |

## Population et société

### Démographie
Selon le classement établi par l'Insee, Conquereuil est une commune multipolarisée. Elle fait partie de la zone d'emploi de Nantes et du bassin de vie de Guémené-Penfao. Elle n'est intégrée dans aucune unité urbaine. Toujours selon l'Insee, en 2010, la répartition de la population sur le territoire de la commune était considérée comme « peu dense » : 71 % des habitants résidaient dans des zones « peu denses » et 29 % dans des zones « très peu denses ».

#### Évolution démographique
L'évolution du nombre d'habitants est connue à travers les recensements de la population effectués dans la commune depuis 1793. Pour les communes de moins de 10 000 habitants, une enquête de recensement portant sur toute la population est réalisée tous les cinq ans, les populations de référence des années intermédiaires étant quant à elles estimées par interpolation ou extrapolation. Pour la commune, le premier recensement exhaustif entrant dans le cadre du nouveau dispositif a été réalisé en 2005.

En 2022, la commune comptait 1 072 habitants, en évolution de −3,34 % par rapport à 2016 (Loire-Atlantique : +6,68 %, France hors Mayotte : +2,11 %).
| 1793 | 1800 | 1806 | 1821 | 1831 | 1836 | 1841 | 1846 | 1851 |
| ---- | ---- | ---- | ---- | ---- | ---- | ---- | ---- | ---- |
| 754  | 736  | 750  | 811  | 853  | 886  | 872  | 946  | 985  |

| 1856 | 1861  | 1866  | 1872  | 1876  | 1881  | 1886  | 1891  | 1896  |
| ---- | ----- | ----- | ----- | ----- | ----- | ----- | ----- | ----- |
| 982  | 1 081 | 1 218 | 1 259 | 1 316 | 1 420 | 1 511 | 1 505 | 1 510 |

| 1901  | 1906  | 1911  | 1921  | 1926  | 1931  | 1936  | 1946  | 1954  |
| ----- | ----- | ----- | ----- | ----- | ----- | ----- | ----- | ----- |
| 1 518 | 1 505 | 1 418 | 1 339 | 1 295 | 1 262 | 1 269 | 1 302 | 1 128 |

| 1962  | 1968  | 1975 | 1982 | 1990 | 1999 | 2005  | 2006  | 2010  |
| ----- | ----- | ---- | ---- | ---- | ---- | ----- | ----- | ----- |
| 1 138 | 1 048 | 959  | 929  | 893  | 955  | 1 005 | 1 011 | 1 046 |

| 2015  | 2020  | 2022  | - | - | - | - | - | - |
| ----- | ----- | ----- | - | - | - | - | - | - |
| 1 099 | 1 084 | 1 072 | - | - | - | - | - | - |

#### Pyramide des âges
La population de la commune est relativement jeune.
En 2018, le taux de personnes d'un âge inférieur à 30 ans s'élève à 34,5 %, soit en dessous de la moyenne départementale (37,3 %). À l'inverse, le taux de personnes d'âge supérieur à 60 ans est de 24,8 % la même année, alors qu'il est de 23,8 % au niveau départemental.
En 2018, la commune comptait 567 hommes pour 538 femmes, soit un taux de 51,31 % d'hommes, largement supérieur au taux départemental (48,58 %).
Les pyramides des âges de la commune et du département s'établissent comme suit.
| Hommes | Classe d’âge | Femmes |
| ------ | ------------ | ------ |
| 0,4    | 90 ou +      | 1,3    |
| 7,0    | 75-89 ans    | 8,1    |
| 17,1   | 60-74 ans    | 15,7   |
| 19,6   | 45-59 ans    | 19,3   |
| 19,2   | 30-44 ans    | 23,5   |
| 12,4   | 15-29 ans    | 10,0   |
| 24,3   | 0-14 ans     | 22,0   |

| Hommes | Classe d’âge | Femmes |
| ------ | ------------ | ------ |
| 0,6    | 90 ou +      | 1,8    |
| 6      | 75-89 ans    | 8,6    |
| 15,1   | 60-74 ans    | 16,4   |
| 19,4   | 45-59 ans    | 18,8   |
| 20,1   | 30-44 ans    | 19,3   |
| 19,2   | 15-29 ans    | 17,4   |
| 19,5   | 0-14 ans     | 17,6   |

## Patrimoine et culture

### Lieux et monuments
- Château de Conquereuil
- Château du Grand-Pont-Veix
- Château Sainte-Émilie
- Puits Saint-Louis

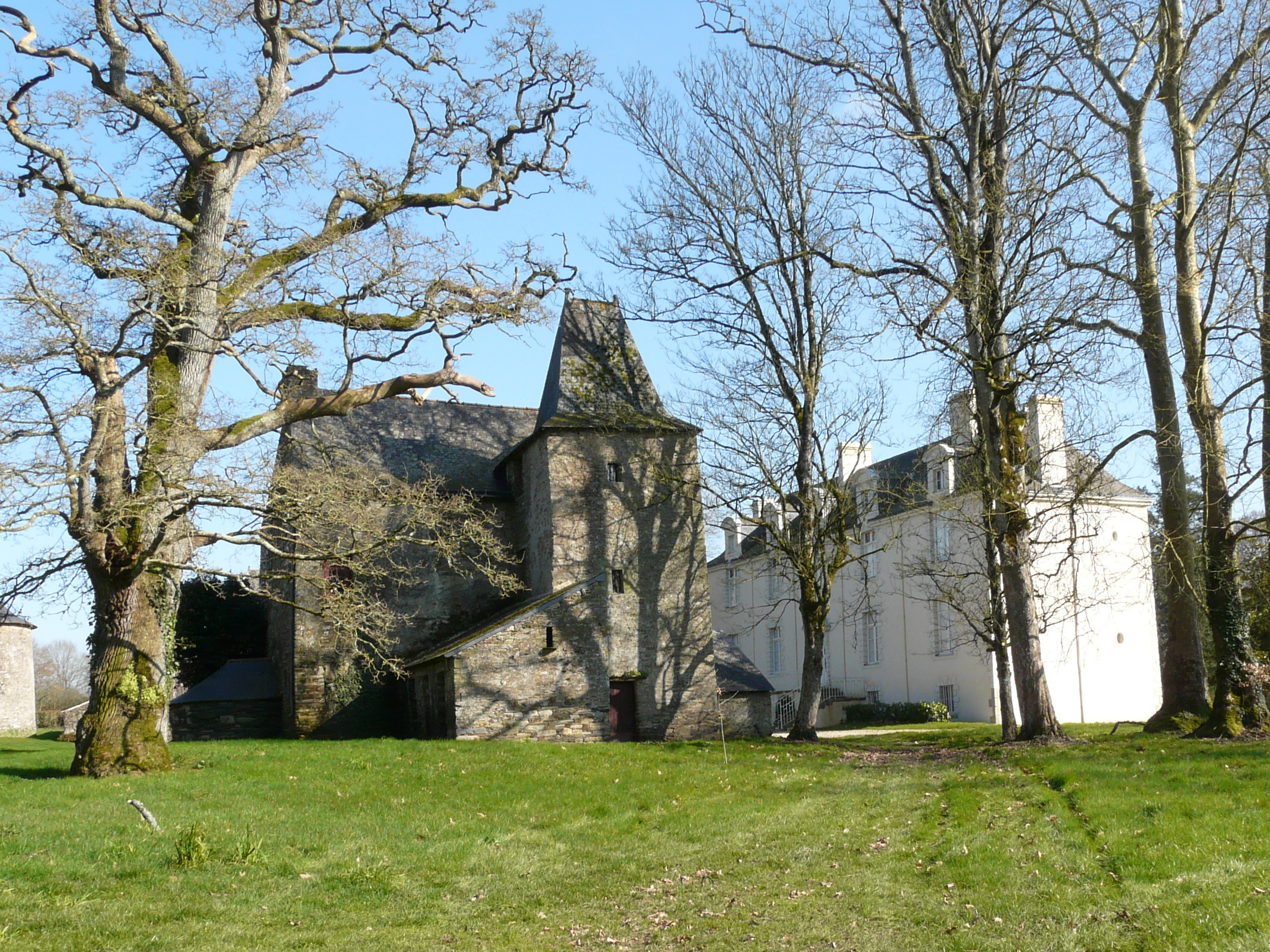
Hôtellerie du Grand Pont-Veix et Château moderne.
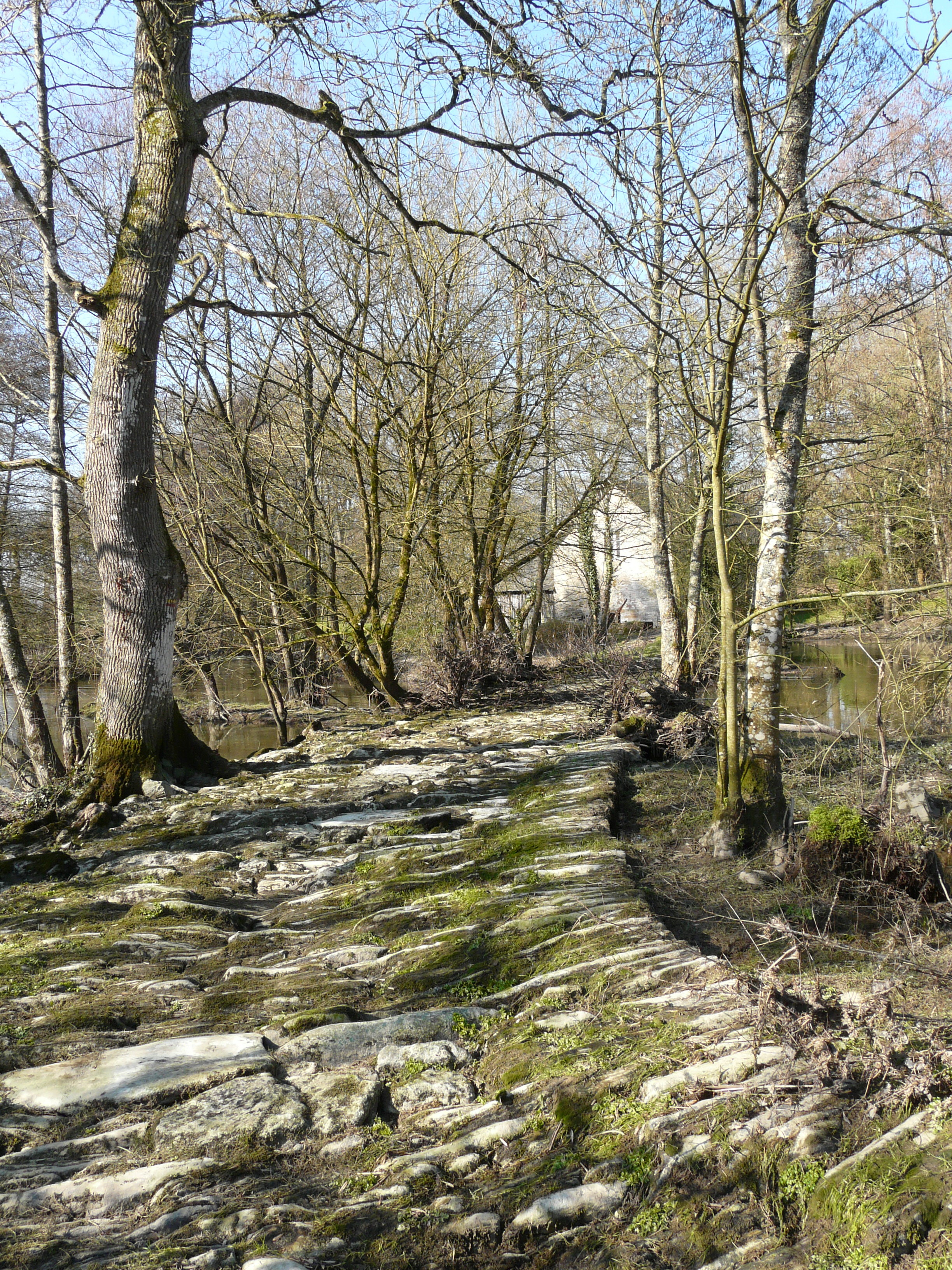
Voie romaine à Pont-Veix.
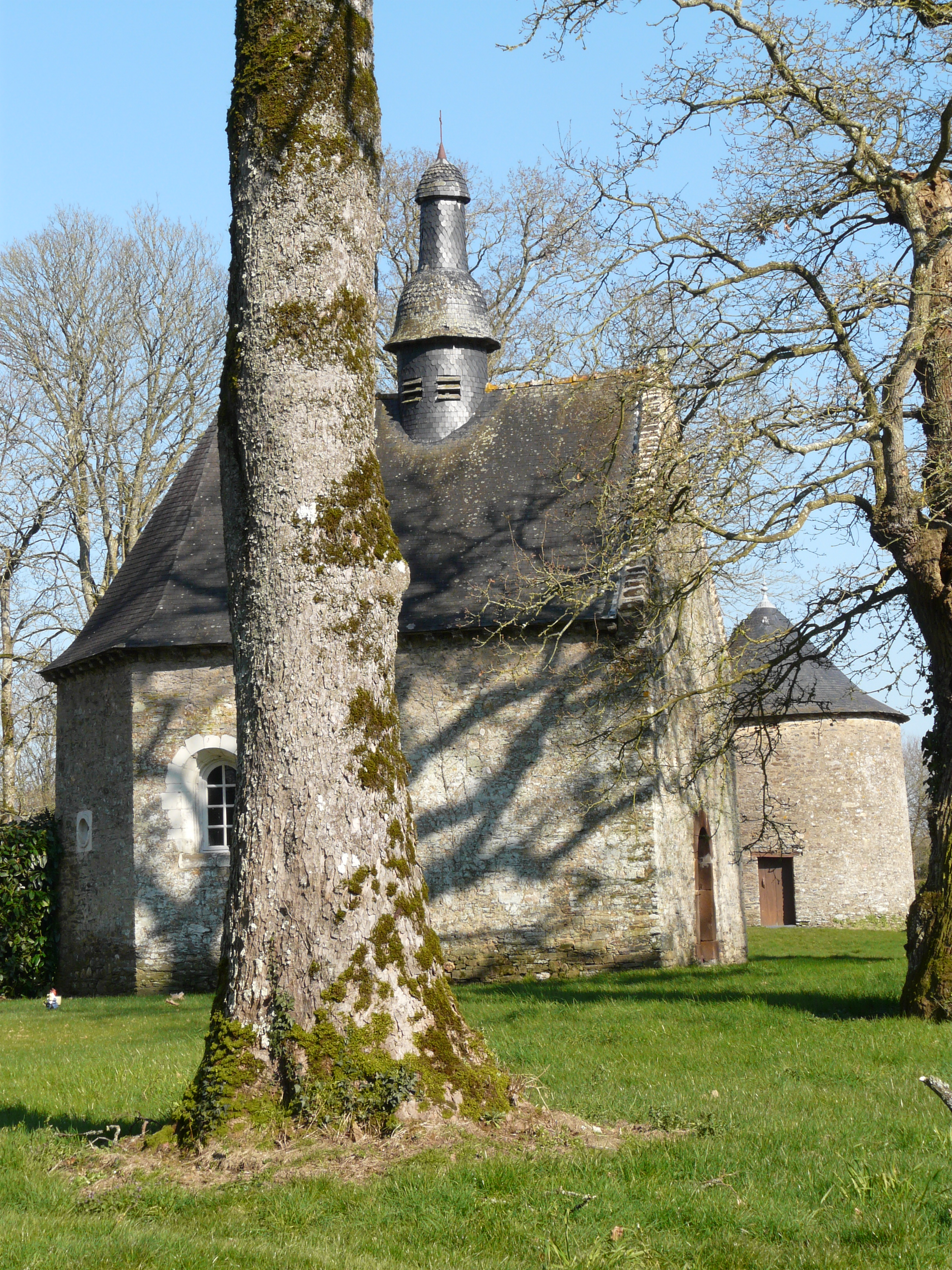
Chapelle de Pont-Veix.

### Personnalités liées à la commune
- Conan Ier de Bretagne